# Päijät-Häme
Päijät-Häme (tiếng Phần Lan: Päijät-Häme; tiếng Thụy Điển: Päijänne-Tavastland) là một vùng ở miền Nam Phần Lan, phía Nam của hồ Päijänne và giáp ranh với các vùng Uusimaa, Kanta-Häme, Pirkanmaa, Trung Phần Lan, Nam Savo và Kymenlaakso.

## Các tỉnh lịch sử
Xem về lịch sử, địa lý và văn hóa: Tavastia

## Hội đồng Miền
Chủ đề chính: Hội đồng Miền Päijät-Häme

## Các thành phố tự trị
Có 12 thành phố tự trị tại Päijät-Häme. Các thành phố và thị trấn được in đậm
| Lahti Sub-region: - Asikkala - Hartola - Heinola - Hollola - Hämeenkoski - Kärkölä - Lahti - Nastola - Orimattila - Padasjoki - Sysmä |

## Huy hiệu
Chủ đề chính: Huy hiệu của Päijät-Häme
Huy hiệu: một mỹ nhân ngư và chim cu cu phía bên phải màu vàng trên nền màu xanh da trời.
Theo dân gian: Huy hiệu miêu tả nữ thần nước Vellamo như là một mỹ nhân ngư, với một con chim cu cu tượng trưng cho thế lực lớn mạnh của người tị nạn Karelian tại Lahti và các vùng lân cận sau Chiến tranh thế giới thứ hai.